# Ivor Montagu
Ivor Goldsmid Samuel Montagu (Londra, 23 aprile 1904 – Watford, 5 novembre 1984) è stato un montatore, regista, sceneggiatore e produttore cinematografico britannico.

## Biografia
Nacque a Kensington, Londra. Membro di una famiglia di banchieri ebrei di leggendaria ricchezza elevata al rango nobiliare, si dedicò ben presto al cinema, collaborando come montatore nei primi film di Alfred Hitchcock. Fu anche regista e produttore.
Ha vinto l'Oscar al miglior cortometraggio novità nel 1936 con Wings over Mt. Everest diretto assieme a Geoffrey Barkas.
Comunista, zoologo e gran giocatore di ping-pong a livello mondiale, fu inoltre amico di Sergej Michajlovič Ėjzenštejn.
Nel 1959 è stato insignito del Premio Lenin per la pace.

## Filmografia parziale

### Montatore
con Alfred Hitchcock
- Il pensionante (The Lodger: A Story Of The London Fog) (1927)
- Il declino (Downhill) (1927)
- Virtù facile (Easy Virtue) (1927)

### Regista
- H.G. Wells Comedies (1928)
- The Tonic (1928)
- Daydreams (1928)
- Blue Bottles (1928)
- The Storming of La Sarraz (1929)
- Wings Over Everest(1934)
- Defence of Madrid (1936)